# 車門

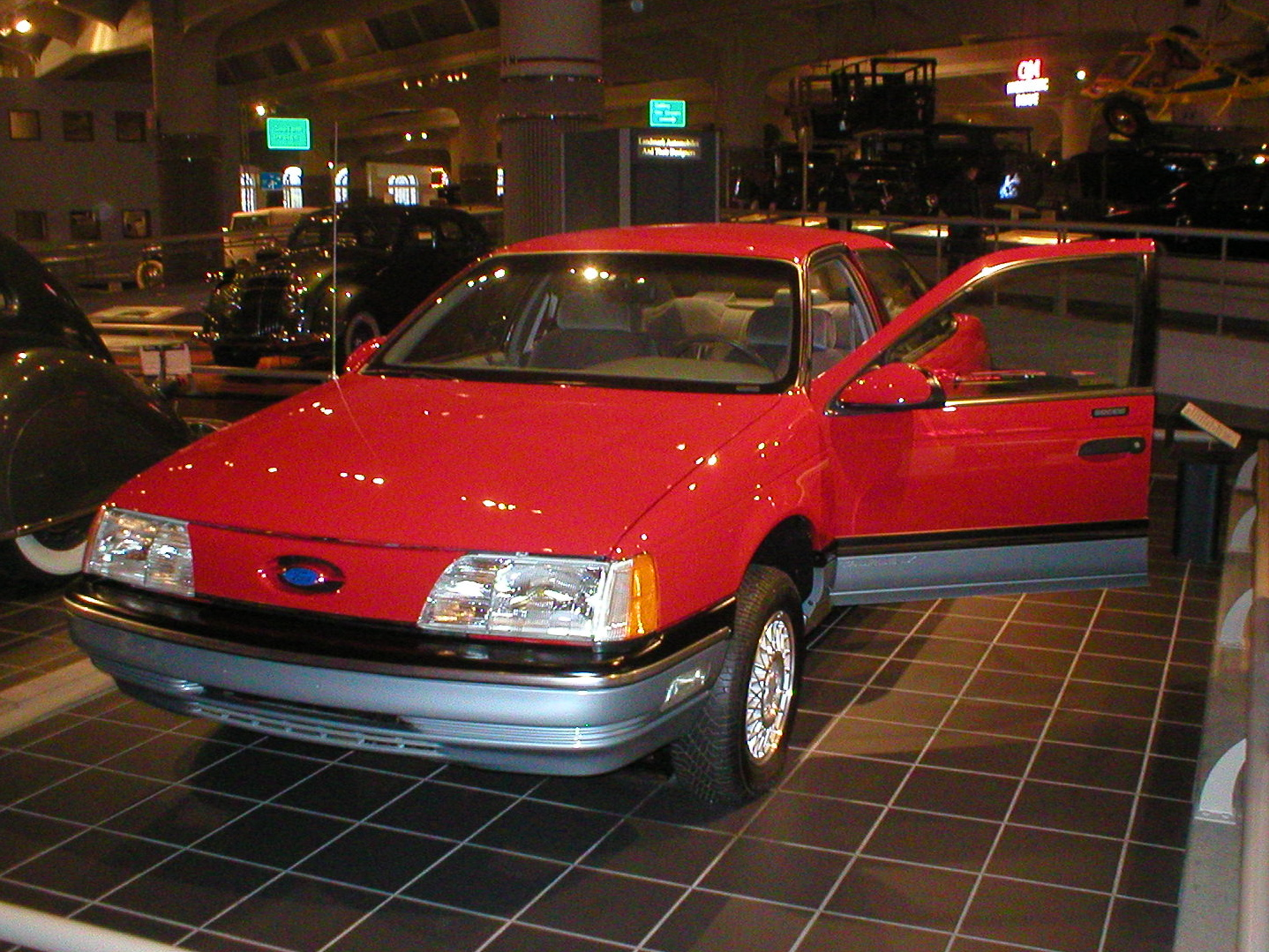
车门開啟的福特Taurus

车门指列车、汽车等车辆上用于供人、貨进出车厢的门。现代的车门多用玻璃和钢材制造，提供一定程度视野的同时保护车内乘员及物品的安全。